# Éourres
 Éourres  es una población y comuna francesa, en la región de Provenza-Alpes-Costa Azul, departamento de Altos Alpes, en el distrito de Gap y cantón de Ribiers.

## Demografía
| 591 | 39 | 28 | 28 | 22 | 73 | 85 |
| Para los censos de 1962 a 1999 la población legal corresponde a la población sin duplicidades (Fuente: INSEE [Consultar]) |    |    |    |    |    |    |